# Йохан фон Хесен-Браубах
Вижте пояснителната страница за други личности с името Йохан.
Йохан фон Хесен-Браубах (на немски: Johann von Hessen-Braubach; * 17 юни 1609 в Дармщат; † 1 април 1651 в Емс) от род Дом Хесен е ландграф на Хесен-Браубах и генерал.
Той е вторият син на ландграф Лудвиг V фон Хесен-Дармщат (1577 – 1626) и съпругата му принцеса Магдалена фон Бранденбург (1582 – 1616), дъщеря на курфюрст Йохан Георг фон Бранденбург (1525 – 1598) от фамилията Хоенцолерн.
От 1 август 1627 до 2 март 1628 г. той работи като Consiliar der deutschen Nation в университета в Сиена.
За крал Густав II Адолф от Швеция той образува конен полк и се бие на неговата страна до 1636 г. След това той отива във войската на своя зет херцог Георг фон Брауншвайг-Каленберг.
През 1639 г. ландграф Йохан е приет чрез княз Лудвиг I фон Анхалт-Кьотен в литературното общество Fruchtbringende Gesellschaft.
През 1643 г. ландграф Йохан получава в договор за подялба с братята му собственостите в Епщайн, Катценелнбоген и Браубах.
Йохан се жени през 1647 г. за графиня Йоханета фон Сайн-Витгенщайн (1626 – 1701), дъщеря на граф Ернст фон Сайн-Витгенщайн (1594 – 1632) и съпругата му графиня Луиза Юлиана фон Ербах (1603 – 1670). Бракът е бездетен. Той умира на 42 години на 1 април 1651 г. в Бад Емс.
Вдовицата му се омъжва през 1661 г. за херцог Йохан Георг I фон Саксония-Айзенах (1634 – 1686).